# وزارت عدلیه (تاجیکستان)
وزارت عدلیه/دادگستری جمهوری تاجیکستان (به تاجیکی: Вазорати адлияи Ҷумҳурии Тоҷикистон) یک دستگاه اجرایی است که سیاست دولت و مقررات قانونی را در حوزه نظارتی، کمک‌های حقوقی به شهروندان، ارتقاء عدالت قانونی و کیفری و پیگردهای قضایی و کیفری اجرا می‌کند. این وزارتخانه همچنین برای پیگرد قانونی مجرم‌ها با سایر وزارتخانه‌های دادگستری در سراسر جهان همکاری می‌کند.